# Богданович, Лидия Анатольевна
Лидия Анатольевна Богданович (ум. в 1999 году) — советский психиатр, психогигиенист и сексопатолог. Доктор медицинских наук. Заслуженный работник культуры РСФСР. Работала заведующей Лабораторией полового воспитания в НИИ общих проблем воспитания АПН СССР и врачом в психиатрической больнице.
Книга «Записки психиатра» получила хорошие отзывы от известных психиатров (А.Д. Сперанского, В.А. Гиляровского и др.) и писателей (А. Толстого, Л. Леонова, Ф. Гладкова и др.).
Под общей редакцией Лидии Богданович вышел русский перевод книги «Молодёжь и любовь» проф. Рольфа Бормана.

## Основные труды
- Богданович Л.А. Записки психиатра. Издание 3-е, испр. и доп. — М.: Медгиз, 1959. — 218 с.
- Богданович Л.А. Глазами врача : О долголетии. - Москва : Медгиз, 1963. - 168 с. : ил.; 21 см.
- Богданович Л.А. Записки психиатра. Дополненное издание — Москва: АСТ, 2018. — 320 с. — (Медицинский бестселлер). — ISBN 978-5-17-108293-2
- Советы советского врача. Молодость в старости. — М.: АСТ, 2018 — 340 с.: ил. — ISBN 978-5-17-110056-8